# Maouris
Les Maouris sont une population d'Afrique de l'Ouest vivant au Niger dans la vallée du Dallol Maouri. Ils font partie du groupe des Haoussa.

## Ethnonymie
Selon les sources et le contexte, on observe différentes formes : Arewa, Maouiri, Mauri, Mauris, Mawri, Mawris.

### Filmographie
- Mahauta : les bouchers du Mawri, film documentaire de Marc-Henri Piault, CNRS Audiovisuel, Meudon, 1967, 13 min (VHS)